# Aleksej Ivanovič Musin-Puškin
Conte Aleksej Ivanovič Musin-Puškin, in russo Алексей Иванович Мусин-Пушкин? (Mosca, 27 marzo 1744 – San Pietroburgo, 13 febbraio 1817), è stato uno storico russo, esponente della famiglia Musin-Puškin.

## Biografia
Era il figlio di Ivan Jakovlevič Musin-Puškin (1710-1799), e di sua moglie, Natal'ja Priklonskij.

## Carriera
Si è laureato presso la Scuola di Artiglieria e servì come aiutante di Grigorij Grigor'evič Orlov. Con le dimissioni di Orlov, lasciò l'esercito nel 1772 e nello stesso anno fece un viaggio per l'Europa,  visitando la Germania, Francia, i Paesi Bassi e Italia. Al suo ritorno in Russia, nel 1775, iniziò la sua attività di collezioni, portando alla creazione del più grande archivio privato della Russia.
Nel 1793 aveva già 1.725 manoscritti.
Massone, introdusse in Russia una variante del rito della Stretta Osservanza Templare; inviato russo ad Amburgo, partecipò al progetto di stabilire una colonia massonica a Saratov; fu membro del capitolo della "Fenice".

## Matrimonio
Nel 1781 sposò Ekaterina Alekseevna Volkonskaja (1754-1829), figlia del maggior generale il principe Aleksej Nikitič Volkonskij. Ebbero otto figli:
- Marija Alekseevna (1781-1863), sposò Aleksej Zacharovič Chitrov, ebbero sei figli;
- Ivan Alekseevič (1783-1835);
- Natal'ja Alekseevna (1784-1829), sposò il principe Dmitrij Michajlovič Volkonskij;
- Ekaterina Alekseevna (1786-1870), sposò il principe Vasilij Petrovič Obolenskij, ebbero sette figli;
- Aleksandr Alekseevič (1788-1812);
- Sof'ja Alekseevna (1792-1878), sposò il principe Vasilij Šachovskoj;
- Varvara Alekseevna (1796-1829), sposò il principe Nikolaj Ivanovič Trubeckoj;
- Vladimir Alekseevič (1798-1854), sposò Emily Karlovna Stjernvall, ebbero sei figli.

## Morte
Morì il 13 febbraio 1817, a San Pietroburgo.